# Национальный академический театр оперы и балета имени Александра Спендиаряна
Национальный академический театр оперы и балета имени Александра Спендиаряна (арм. Ալեքսանդր Սպենդիարյանի անվան օպերայի և բալետի ազգային ակադեմիական թատրոն) — театр оперы и балета в столице Армении — Ереване, в центральном районе Кентрон. Один из культурных и общественных центров города.

## История
Решение об организации в Ереване театра оперы и балета было принято в 1932 году. Совнарком Армянской ССР принял решение создать стационарный оперный театр на базе оперного класса Ереванской консерватории 13 мая 1932 года. 20 января 1933 года состоялась первая премьера — опера «Алмаст» А. А. Спендиаряна на либретто С. Я. Парнок. Здание театра было построено в 1940 году по проекту архитектора Александра Таманяна. Зрительный зал был рассчитан на 1120 человек.
В 1938 году театру было присвоено имя А. А. Спендиаряна.
4 ноября 1939 года театр награждён орденом Ленина.
В 1957 году театр получил звание академического.
В 1978 году по инициативе Карена Демирчяна началась реконструкция театра, которая проводилась под руководством сына Александра Таманяна Геворга Таманяна. Реконструкция была поручена тресту «Ерардшин», которым руководил строитель Левон Шахбазян. В творческой группе работали Юлиос и Гаяне Таманян, Гукас Чубар, Рузан Нерсисян, Грант Йолян и другие известные специалисты. Координатором работ выступил архитектор Ашот Алексанян. При реконструкции был применен ряд его нововведений. С этой реконструкцией в проект был внесен ряд существенных изменений. Стены фойе облицованы светлым агверанским мрамором. Верхний балкон был разделен на два яруса, неподвижное сиденье оркестра стало подвижным, изменены двери, установлены портальные двери. Занавес для сцены был выбран Кареном Демирчяном лично из нескольких вариантов, представленных Григором Ханджяном. Строительный коллектив был награждён Государственной премией СССР. Театр вновь открылся в 1980 году. 28 ноября, по случаю 60-летия образования Армянской ССР состоялось торжественное заседание и праздничный концерт.
В 2002 году проводились ремонтные работы.

## Расположение
Здание Оперного театра находится в самом центре Еревана, как это и задумывалось по генплану города, разработанному Таманяном. До строительства на этом месте находилась Гетсеманская часовня, небольшая армянская церковь постройки конца XVII века.
Южный торец здания выходит на площадь Свободы. На этой площади находятся памятники Ованесу Туманяну и Александру Спендиарову. Под площадью в 2010 году была открыта трёхуровневая парковка на 500 автомашин.
За площадью располагается сквер, в котором действуют многочисленные кафе. На восточной стороне сквера на пересечении улиц Туманяна и Теряна в начале 1960-х годов устроен искусственный водоём — «Лебединое озеро», напоминающий по форме озеро Севан. На берегу пруда расположен памятник Арно Бабаджаняну.
Опера находится на пересечении улиц:
- Проспект Месропа Маштоца
- Проспект Саят-Новы
- Проспект Маршала Баграмяна
- Северный проспект
- улица Байрона
- улица Туманяна
- улица Езник Кохбаци
- улица Теряна
- улица Спендиаряна
- улица Ст. Зоряна
- улица Марка Григоряна

## Личности
- Бурджалян, Аркадий Сергеевич — один из основателей театра, в 1933—1938 годах — главный режиссёр театра.
- Меликян, Романос Овакимович — первый художественный руководитель оперного театра.
- Орбелян, Константин Гарриевич — художественный руководитель театра c 2016 года.
- Папян, Асмик Арутюновна — оперная певица начинала карьеру в Театре Оперы и Балета им Спендиарова

### Дирижёры
- Будагян, Георгий Ервандович — народный артист Армянской ССР
- Сараджев, Константин Соломонович — народный артист Армянской ССР
- Степанян, Рубен Герасимович — заслуженный деятель искусств Армянской ССР
- Тавризиан, Михаил Арсеньевич — народный артист СССР (в 1938—1957 годах — главный дирижёр)
- Чарекян, Сурен Гаврилович — народный артист Армянской ССР
- Катанян, Арам Григорьевич — народный артист Армянской ССР (в 1964—1970 и 1974—1982 годах — главный дирижёр)
- Дурян, Оган Хачатурович — народный артист Армянской ССР
- Тер-Восканян, Яков Мкртычевич — народный артист Армянской ССР
- Хараджанян Испир Оганесович (1908—1997) — заслуженный деятель искусств Армянской ССР

### Режиссёры
- Бурджалян, Аркадий Сергеевич (1933—1940) — заслуженный деятель искусств Армянской ССР
- Калантар, Леван Александрович (1936—1940) — народный артист Армянской ССР
- Гулакян, Армен Карапетович (1935—1960) — народный артист Армянской ССР
- Аджемян, Вартан Мкртичевич (1938—1971) — народный артист СССР
- Мелкумян Гоарине (1941—1971)
- Вартанян, Валентин Тигранович (1955—1957) — главный режиссёр, народный артист Армянской ССР
- Джрбашян, Рафаэль Христофорович (1954—1969) — главный режиссёр, народный артист Республики Армения
- Капланян Грачья Мкртичевич (1960—1964) — народный артист СССР
- Афеян Погос (1965—1966)
- Багратуни, Ваган Вачеевич (1967—1974), главный режиссёр, народный артист РСФСР
- Багратуни Ваагн (1968—1990)
- Левонян Тигран (1971—1996) — народный артист Республики Армения
- Чанга, Евгений Янович (1961—1967) — балетмейстер, заслуженный деятель искусств Армянской ССР

### Художники
- Сарьян, Мартирос Сергеевич — народный художник СССР
- Арутчян, Михаил Аветович — народный художник Армянской ССР
- Аладжалов, Семен Иванович — заслуженный деятель искусств Армянской ССР

### Артисты балета
- Воинова-Шиканян, Любовь Павловна — Народная артистка Армянской ССР
- Тавризиан, Русудана Леонидовна
- Саркисян, Саркис Карапетович — Заслуженный артист Армянской ССР
- Георгиан, Георгий Герасимович — Заслуженный артист Армянской ССР
- Мурадян, Зарэ Мурадович — Заслуженный деятель искусств Армянской ССР
- Неркарарян Арутюн Степанович — Заслуженный артист Армянской ССР

### Солисты
- Бейбутов, Рашид Меджидович (1938—1941)[4][5] — народный артист СССР
- Гаспарян, Гоар Микаэловна (с 1949)
- Петросян, Авак Гегамович (1912—2000) — Народный артист Армянской ССР
- Чмшкян, Мария Рубеновна (1915—2005) — заслуженная артистка Армянской ССР

## Галерея

### Исторические фотографии

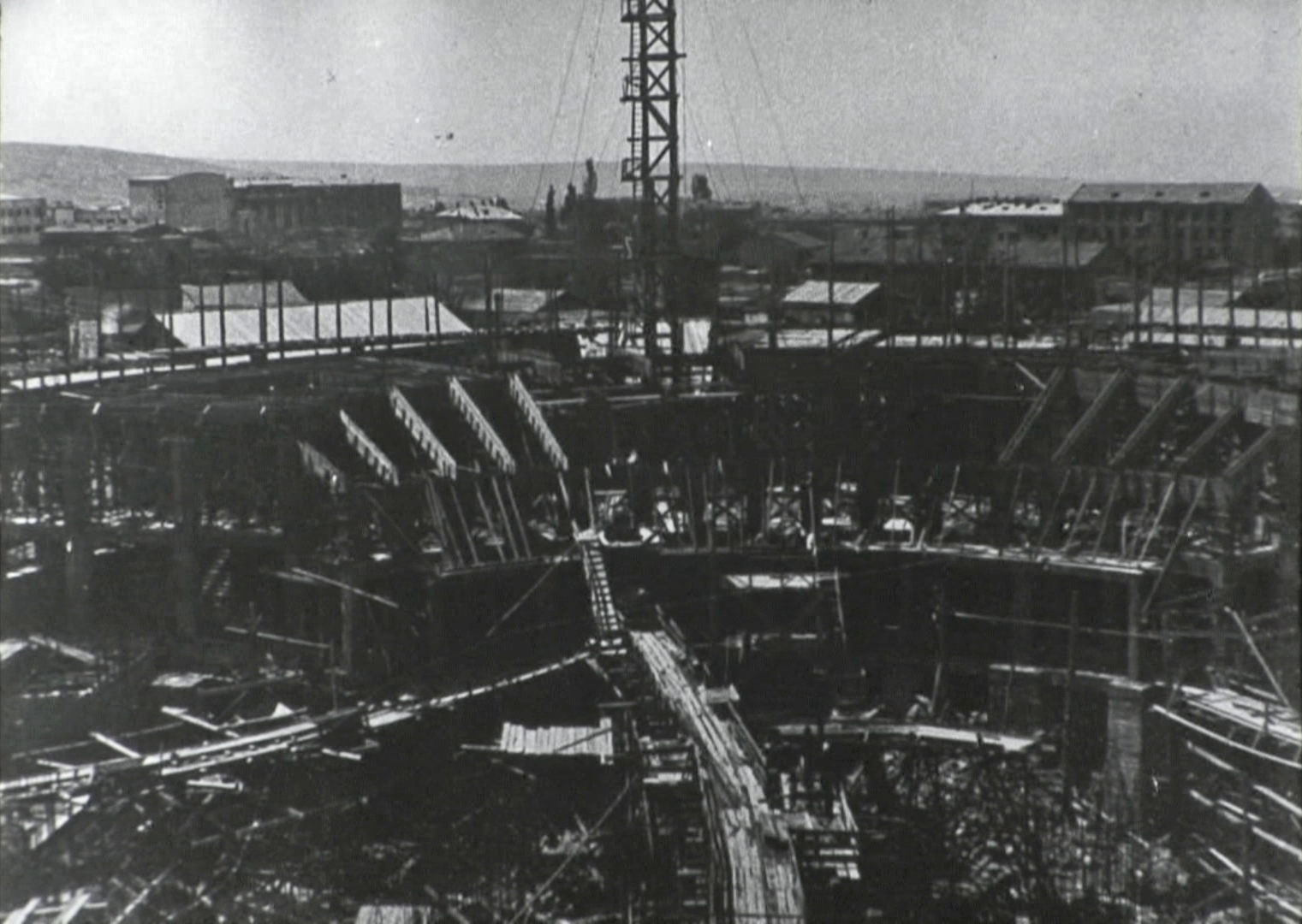
Строительство оперы, 1930 год
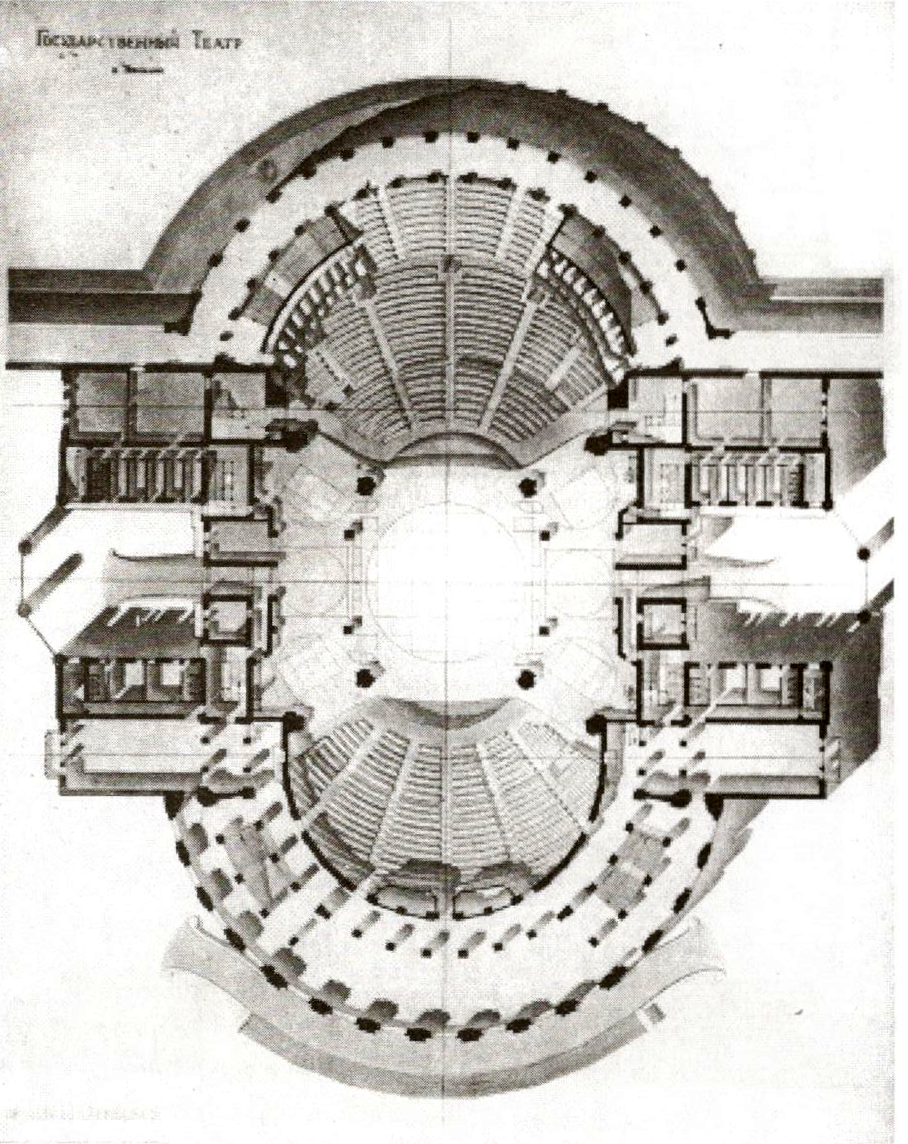
План здания
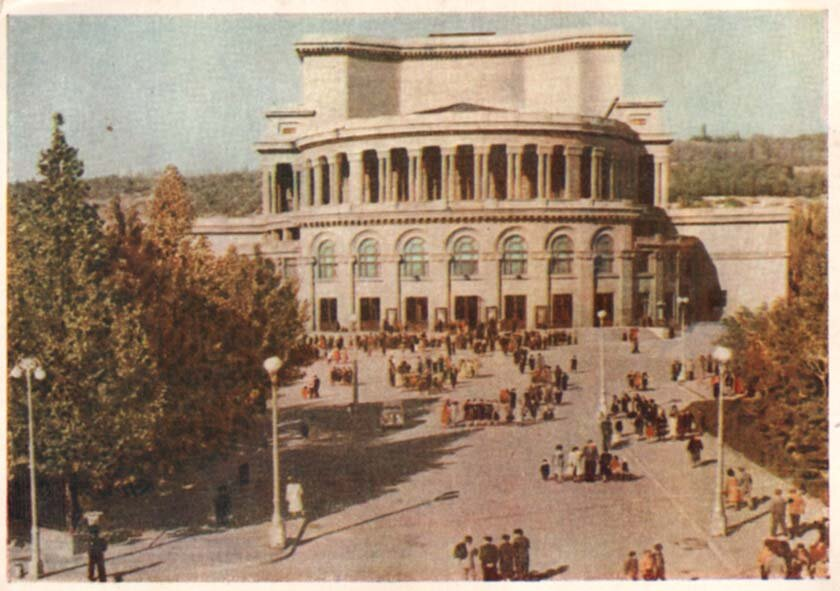
1951 год

### Современные фотографии

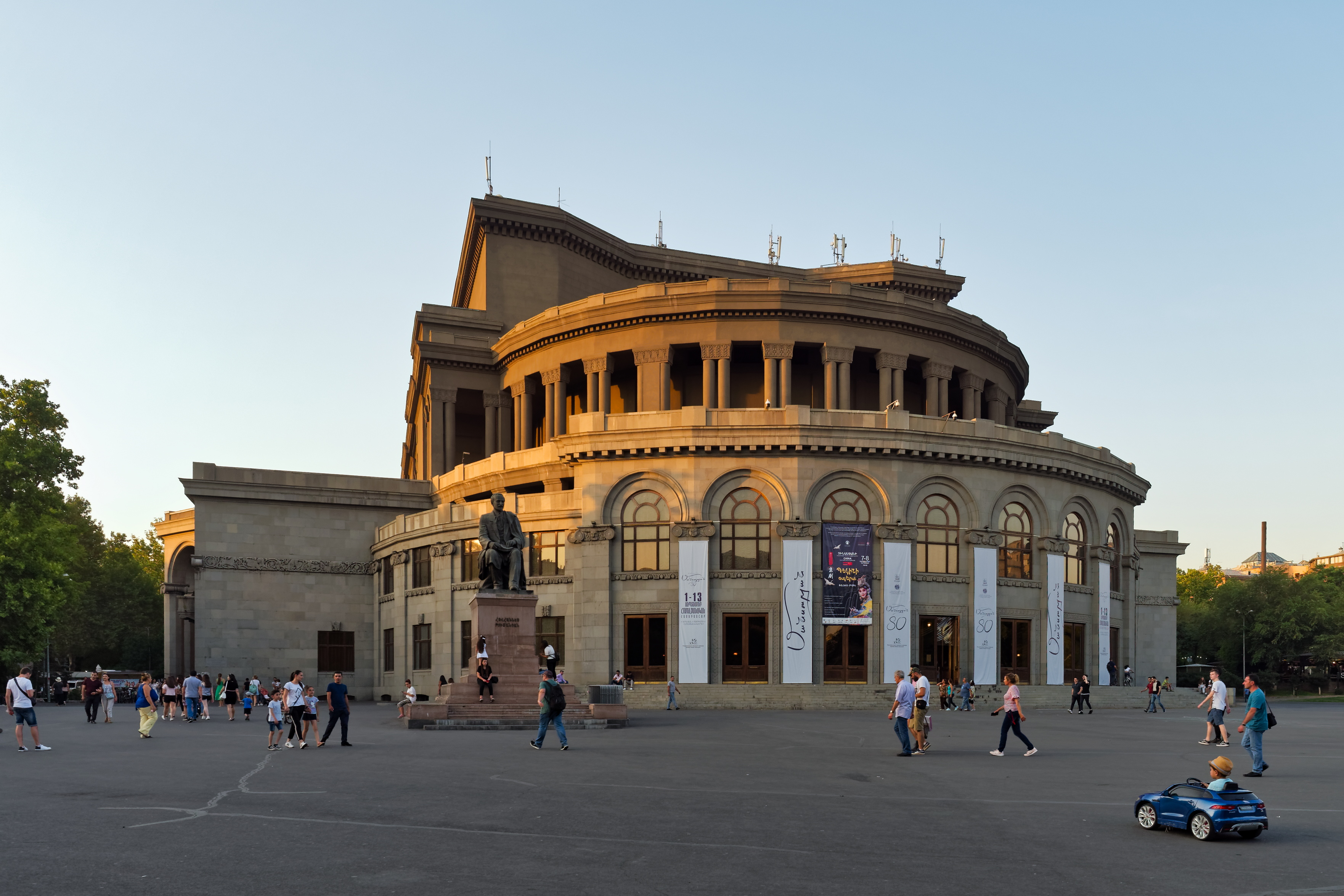
Площадь Свободы
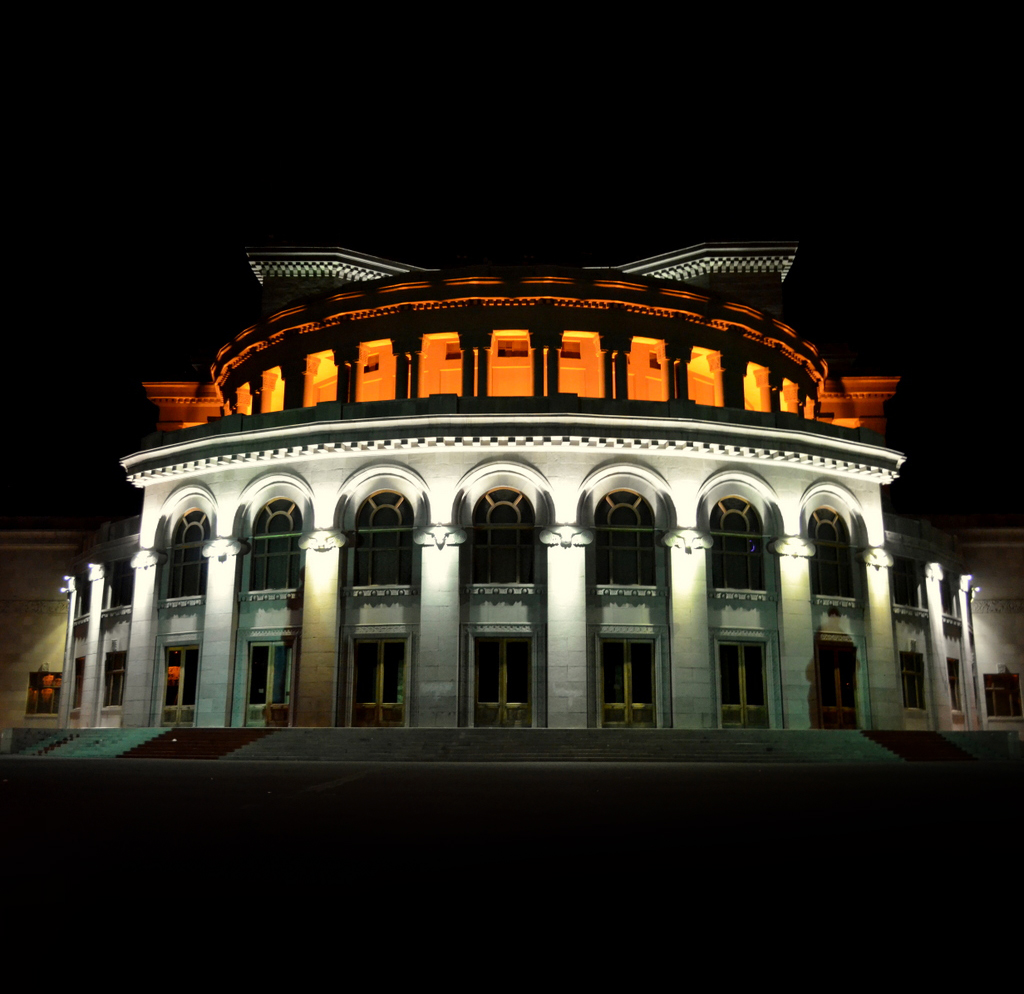
Оперный театр ночью
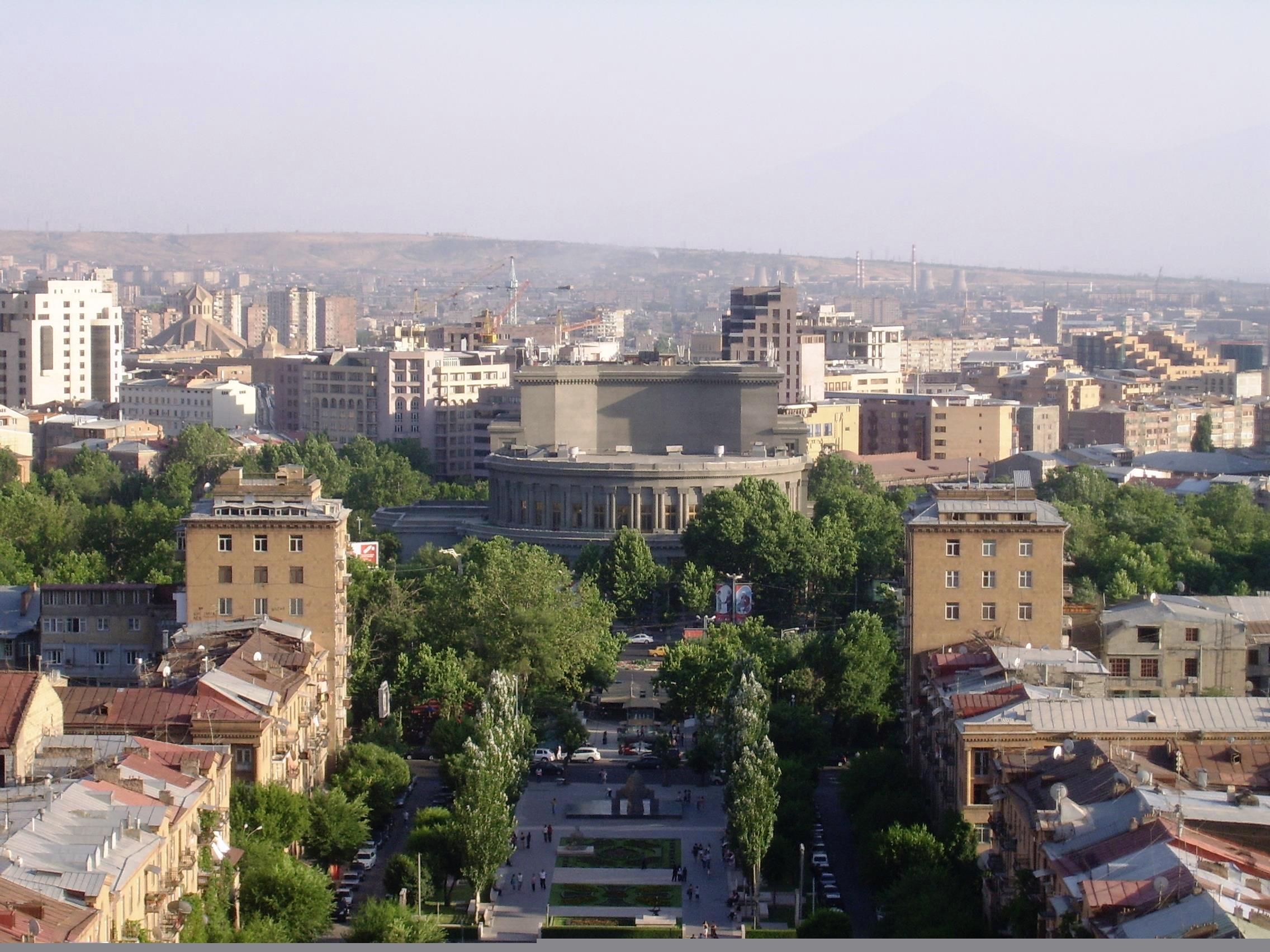
Вид на Ереван от Каскада. Оперный театр посередине
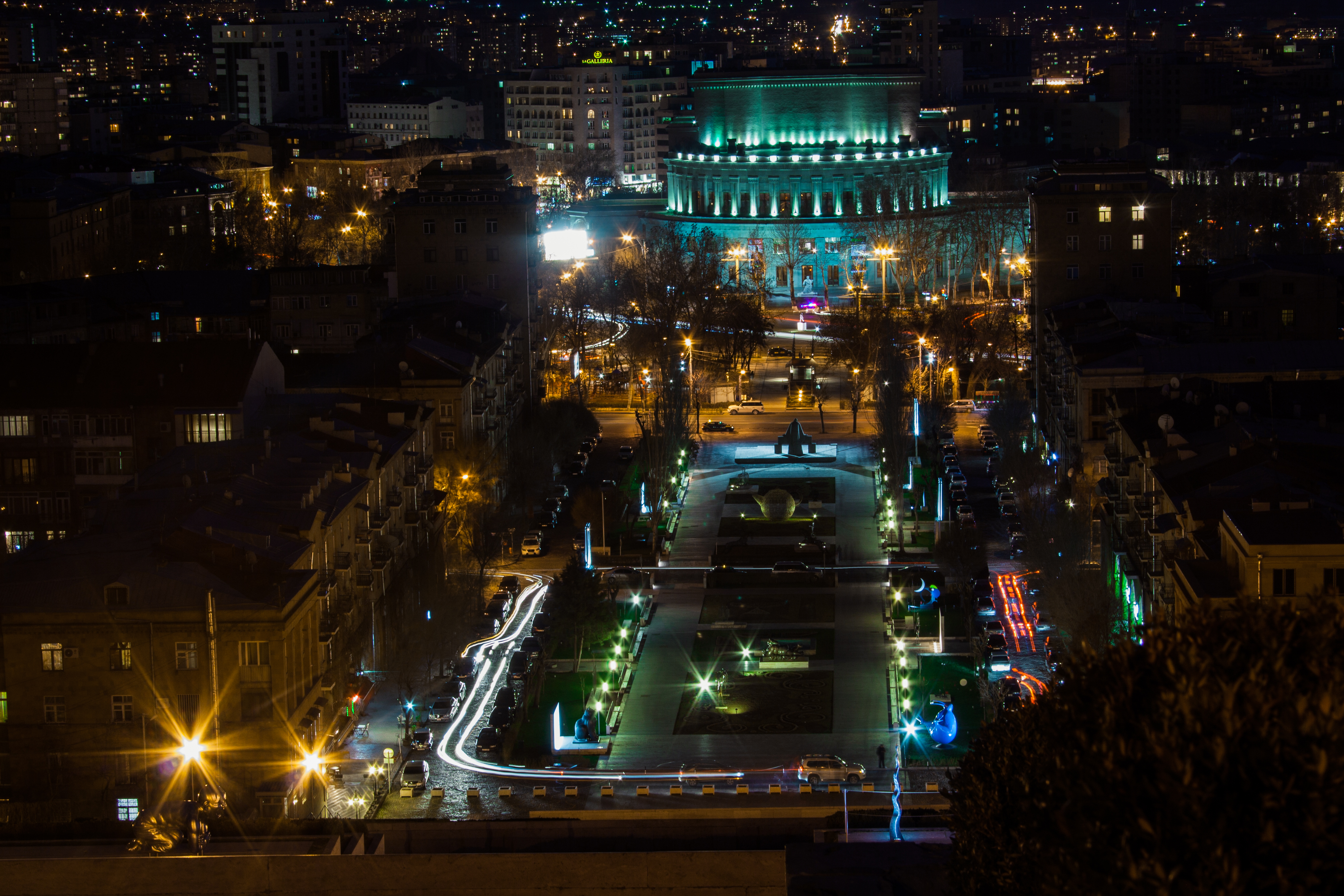
Вид с Каскада ночью
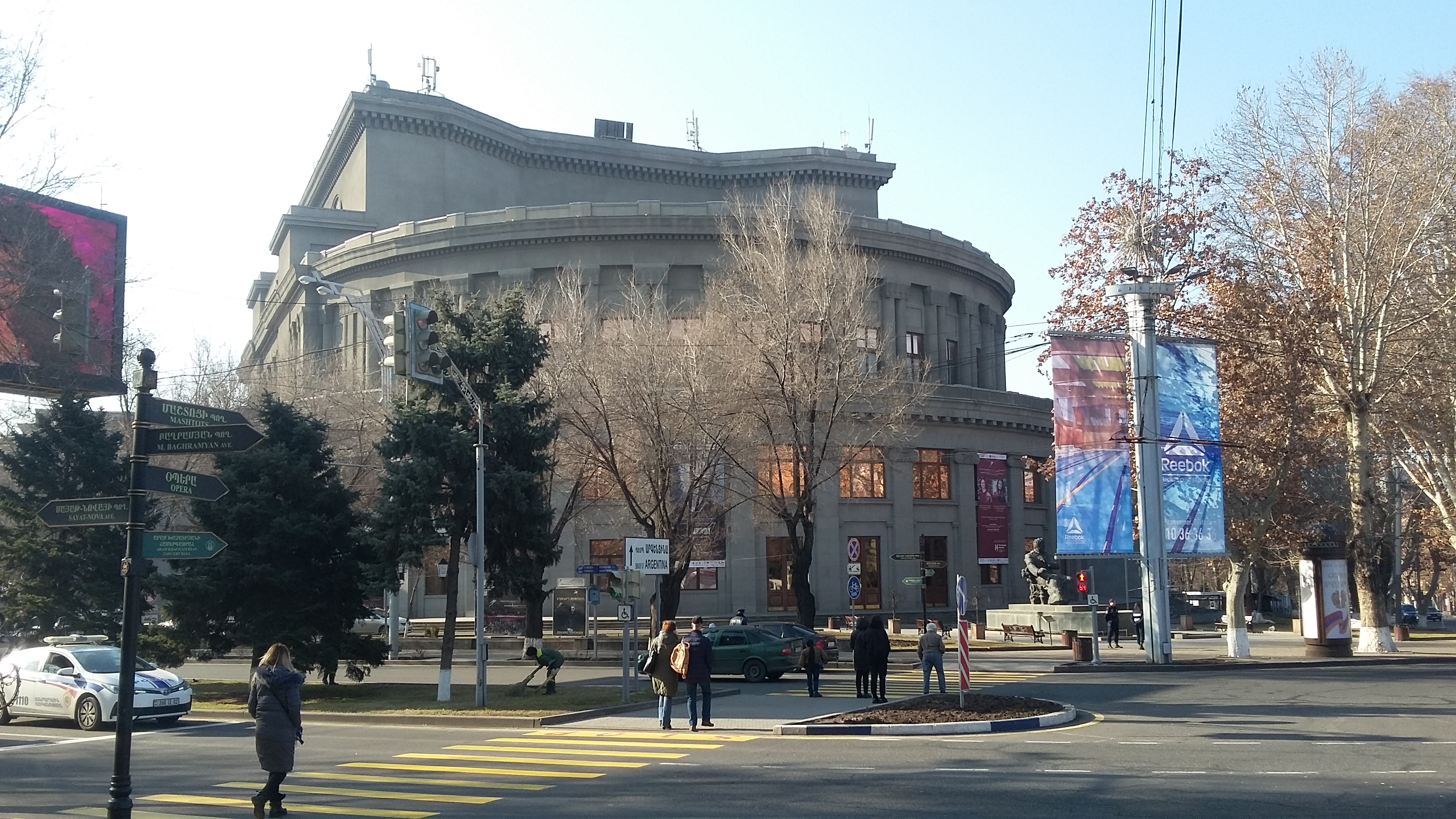
Концертный зал Арама Хачатуряна
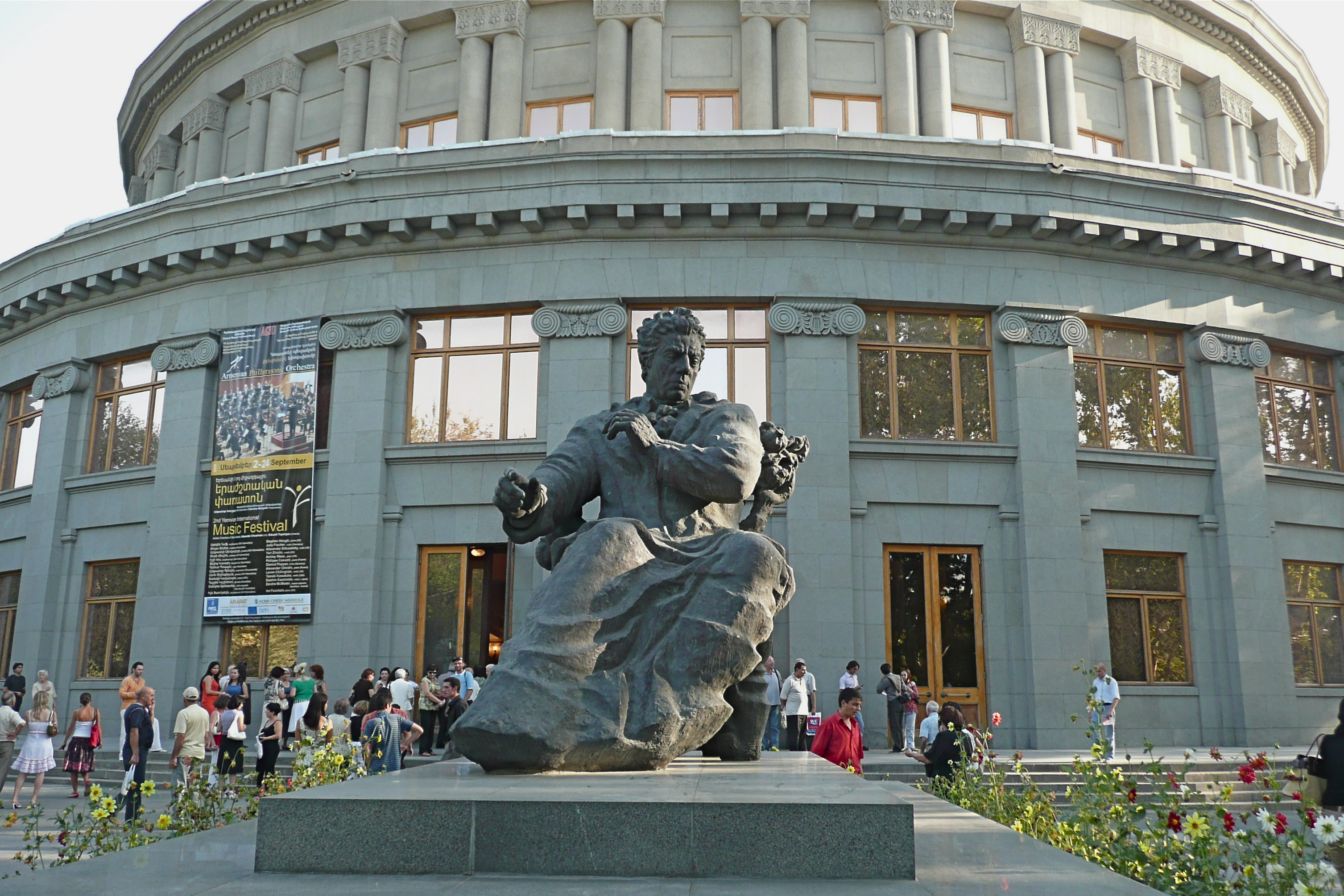
Статуя Арама Хачатуряна
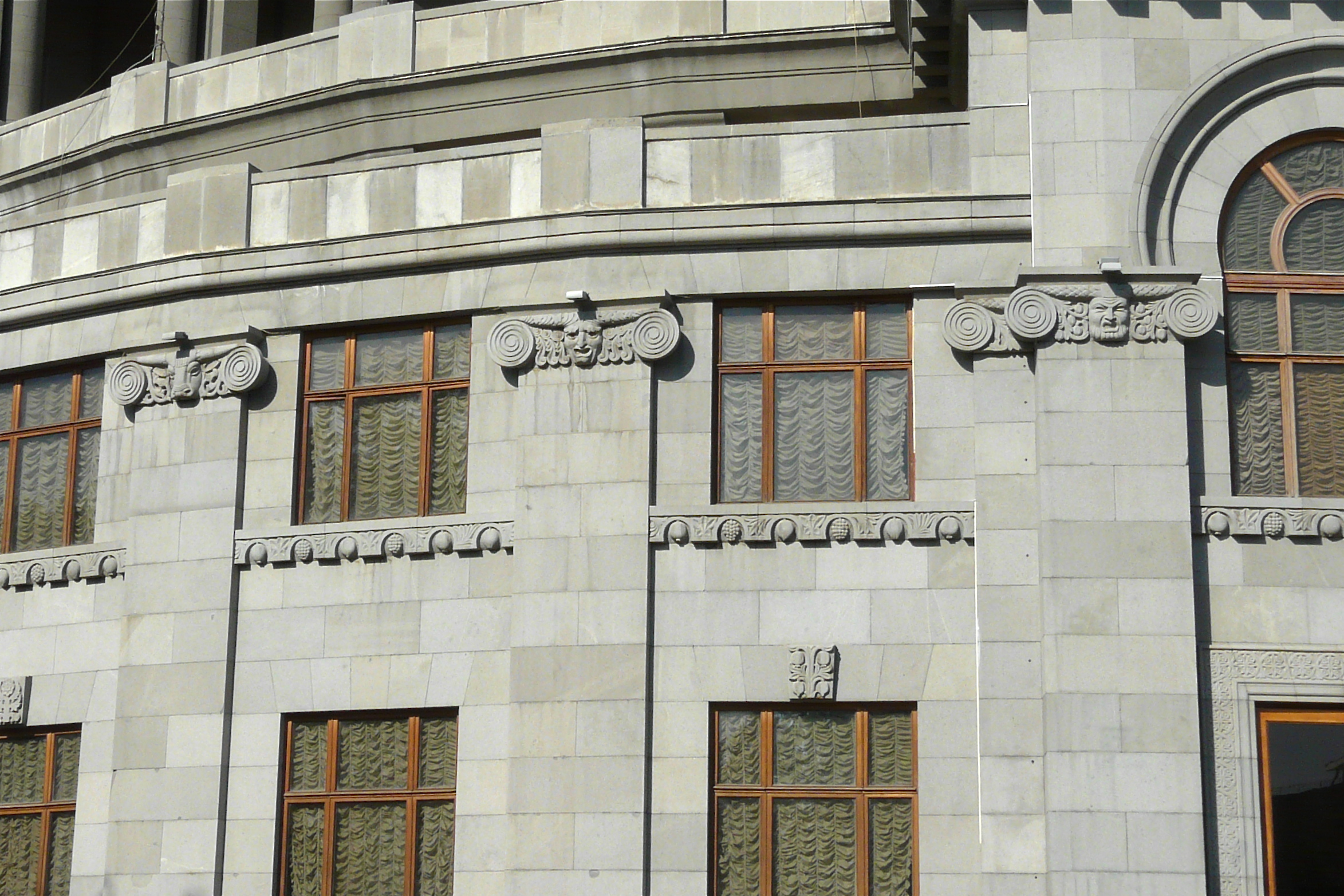
Капители Оперного театра
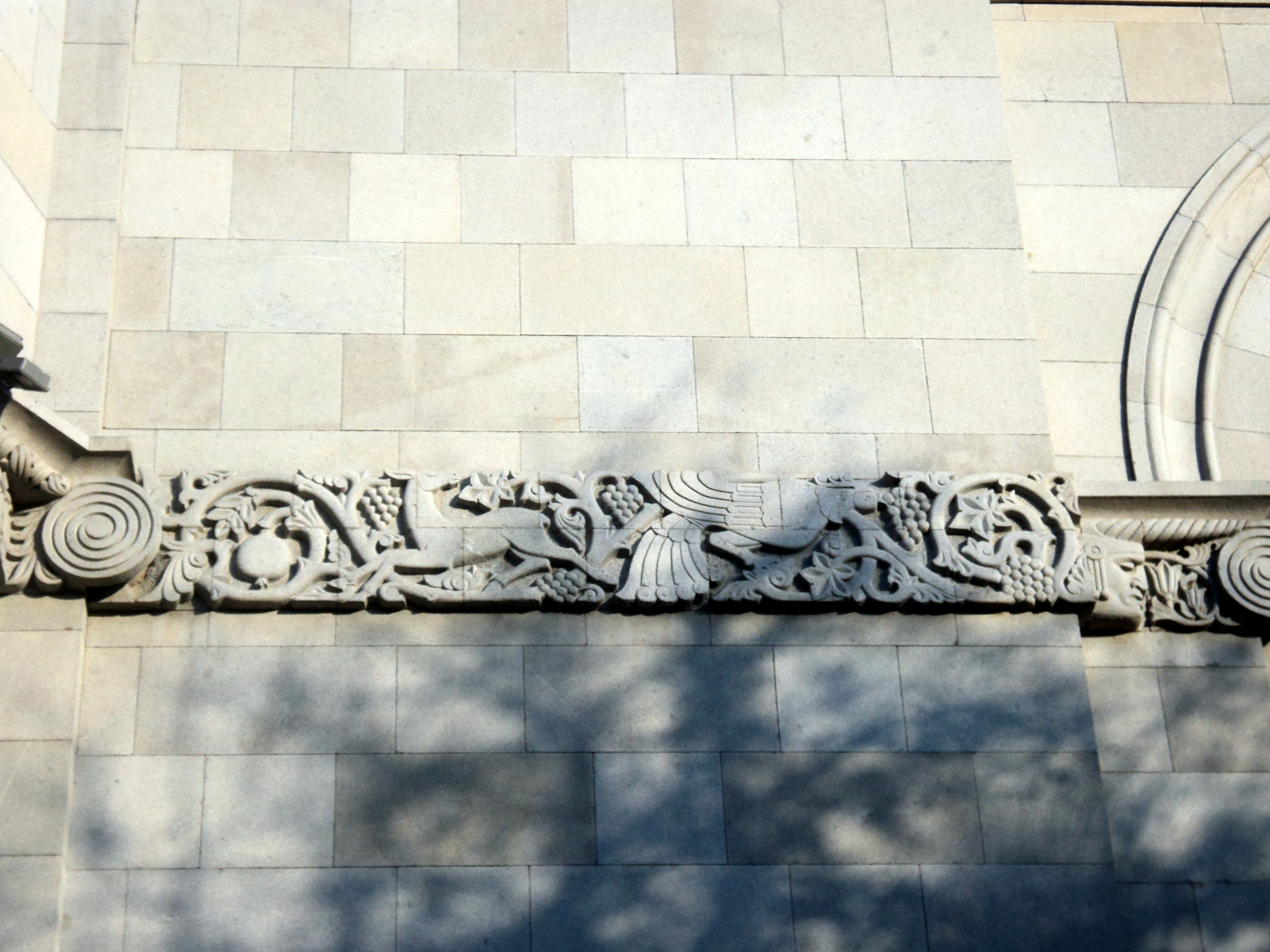
Орнаменты Оперного театра
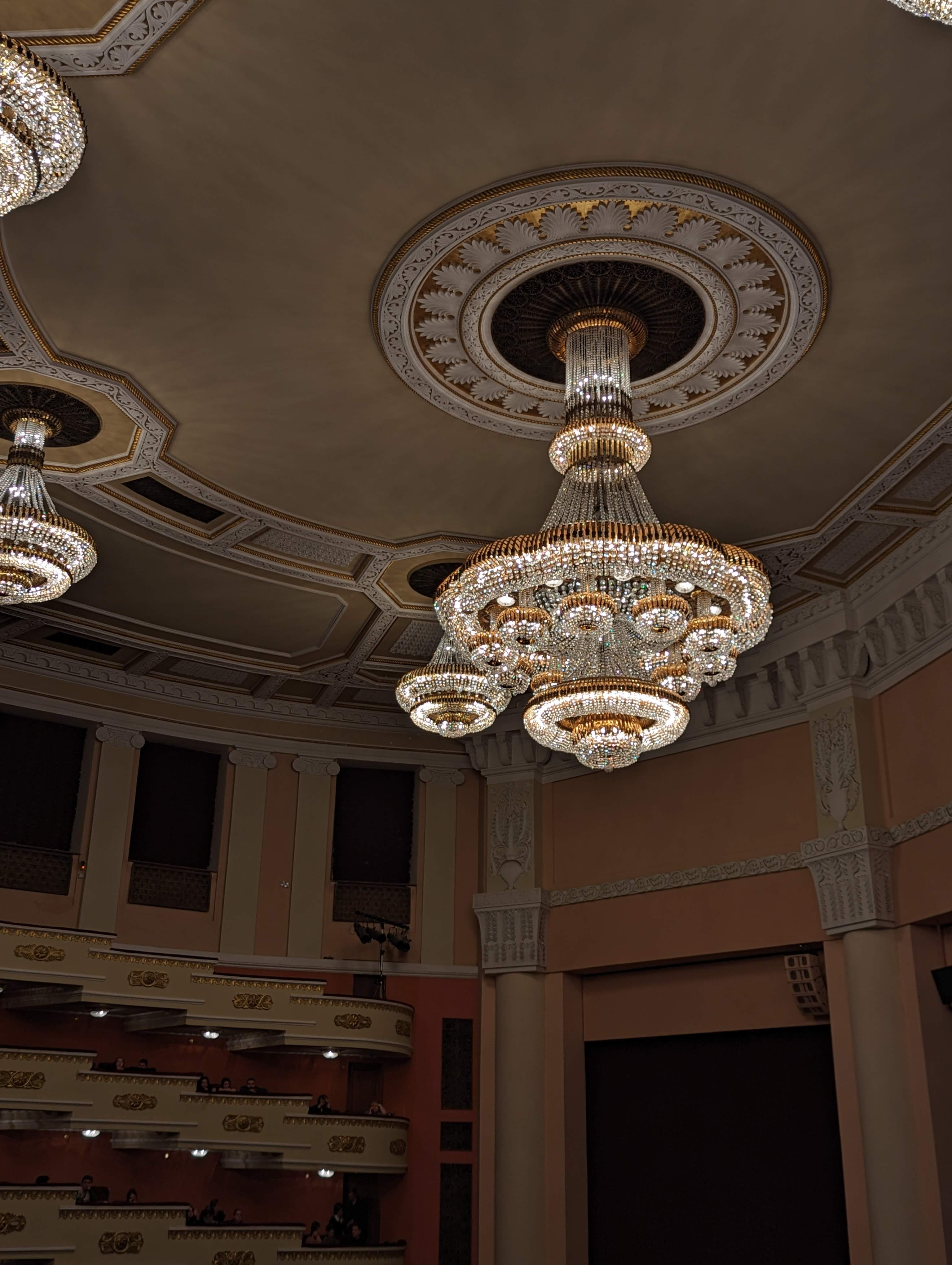
Люстра и верхние ярусы зрительного зала

### Памятные марки

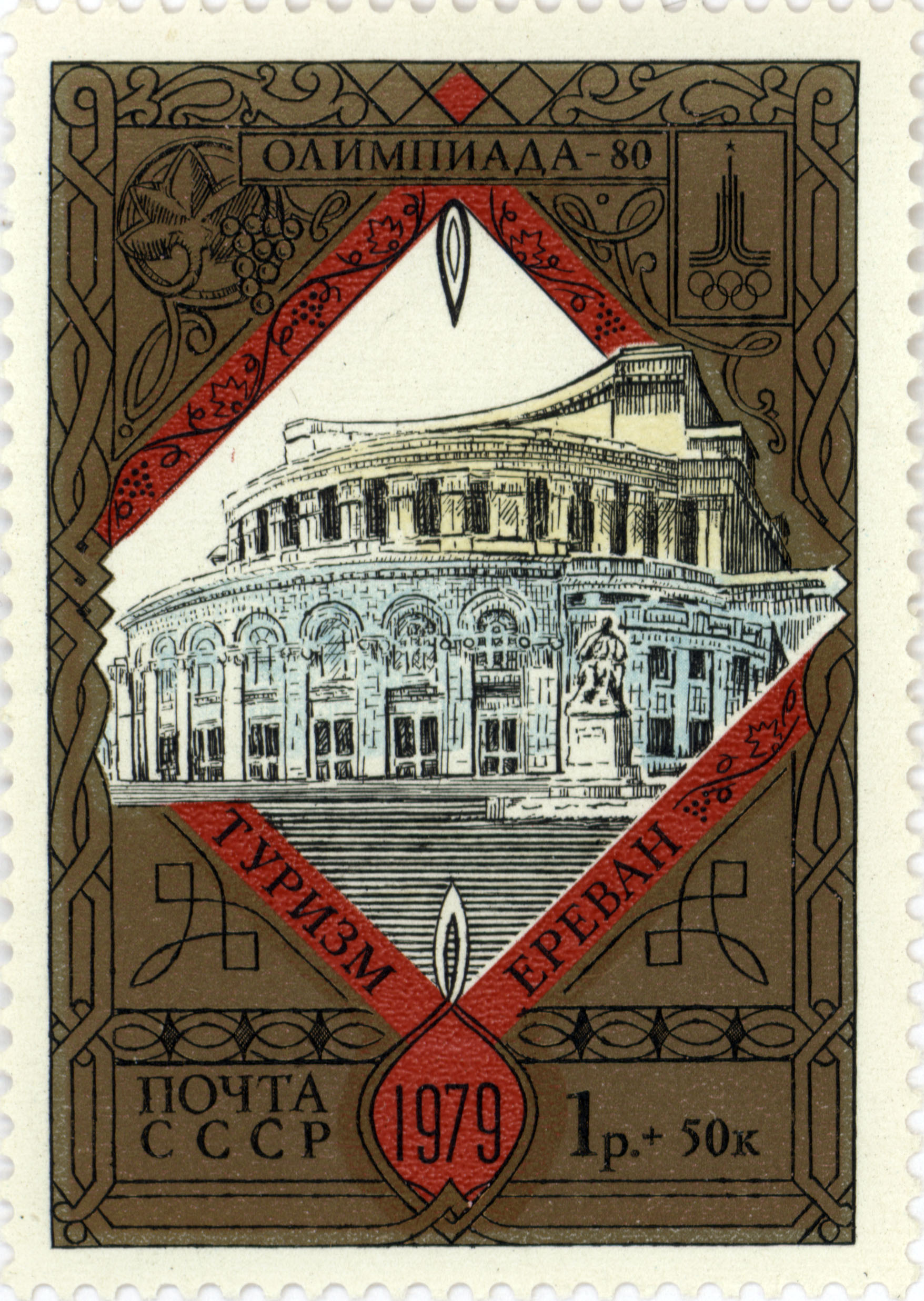
Марка, посвященная Опере, 1979 г
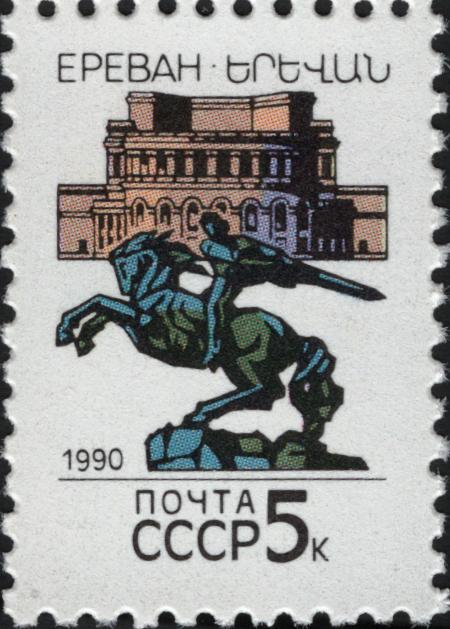
Оперный театр на марке СССР, 1990 год
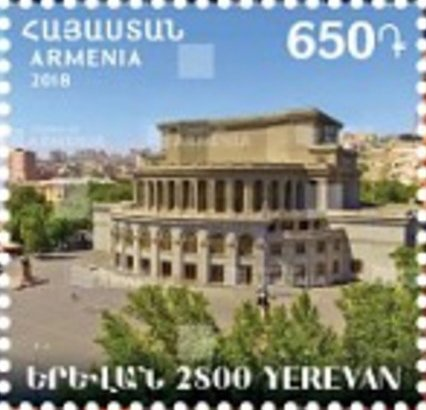
Национальный академический театр оперы и балета имени Александра Спендиаряна из серии «2800 лет Еревану». Почта Армении, 2018